# Luftangriffe auf Plauen
Insgesamt vierzehn Luftangriffe auf Plauen wurden im Zweiten Weltkrieg von dem britischen RAF Bomber Command und der 8th Air Force der United States Army Air Forces (USAAF) durchgeführt. Im Zeitraum vom 12. September 1944 bis 10./11. April 1945 warfen 1.689 schwere, viermotorige Bomber und 50 Schnellbomber 4.925 Tonnen Bombenlast auf die Stadt. Ziele waren Verkehrsanlagen, Industriebetriebe und die Wohnstadt. Mehr als 75 % der Gebäude von Plauen wurden zerstört, über 2.358 Todesopfer (unvollständige Zahl), davon 54 % weiblich, waren zu verzeichnen.

## Lage, Industrie und Verkehr
Plauen, die vogtländische Hauptstadt, war 1942 eine Großstadt mit 111.000 Einwohnern, gelegen in einem Talhang der Weißen Elster. Plauen war der Mittelpunkt der traditionellen sächsischen Weißwaren-Industrie (Plauener Spitze) und verfügte über eine hochentwickelte metallverarbeitende Industrie. Die großen diesbezüglichen Anlagen befanden sich südwestlich der Stadt an der Elster: die Sächsische Zellwolle AG, die Vogtländische Maschinenfabrik („VOMAG“, die von Maschinen- und Fahrzeugproduktion auf die Fertigung von Panzern umgestellt worden war) sowie die Vometall (Tochter der Vomag, Flugzeugteile-Produktion). Plauen hatte einen Unteren Bahnhof im Südwesten und einen Oberen Bahnhof im Nordwesten der Stadt.
In den Fluren Kauschwitz und Syrau gab es ab 1925 einen Flugplatz Plauen, der ab 1936 militärisch genutzt wurde. Dort erfolgte ab Ende 1943 in einem Auslagerungsbetrieb der Leipziger Erla-Werke die Endmontage von Jagdflugzeugen des Typs Messerschmitt Bf 109.

## Ziviler Luftschutz
Bis 1943 war die Region durch ihre geografische Lage vor Luftangriffen relativ geschützt.
Plauen verfügte über 25 Felsenkeller (z. B. unter dem Malzhaus), Stollen und Bunker, sowie über 20 Öffentliche Luftschutzkeller.
Die größeren Industriebetriebe hatten werkseigene Schutzräume und einen Werkluftschutz. Die größten derartigen Anlagen befanden sich im Bereich der Vomag, drei unter den Hochbauten des Werks und ab 1944 in einer ausgedehnten unterirdischen Anlage (unter dem elsterlinksseitigen Felshang zwischen Weißem Stein und dem ehemaligen Härtelschen Steinbruch, heute berufliches Schulzentrum e.o. plauen). Diese Anlage fasste 7.000–8.000 Personen (Belegschaft Ende 1944: 6.500 Personen, einschließlich Fremd- und Zwangsarbeiter). Sie hatte 4–5 befestigte/gasgesicherte Ein- und Ausgänge und eigene Strom- und Wasserversorgung. Die Anlage wurde von der Roten Armee gesprengt.
In der Syratalstraße am Schlosshang existiert seit 2005 ein Luftschutzmuseum „Meyerhof“, mit Exponaten aus der Kriegszeit. Es handelt sich um einen ehemaligen Bierkeller, der 1940 in das System der Luftschutzkeller der Stadt einbezogen wurde. Bis zum Jahr 2020 konnten 120.000 Besucher verzeichnet werden.
Als Schutz vor Luftangriffen lagerte das Stadtarchiv wertvolles Archivgut aus, die Lutherkirche ihren historischen Altar.

## Die Luftangriffe
Die 8th Air Force führte mit 1.385 schweren Langstreckenbombern der Typen B-17 „Flying Fortress“ und B-24 „Liberator“, begleitet von einer großen Zahl an Langstrecken-Jagdflugzeugen/Jagdbombern (P-47 „Thunderbolt“, P-51 „Mustang“), elf Tagesangriffe vom 12. September 1944 bis 8. April 1945 durch. Dabei warfen sie 3.697 Tonnen Bombenlast auf Plauen ab.
Das Bomber Command der Royal Air Force (RAF) beteiligte sich in drei Nachtangriffen vom 4. April bis 10./11. April 1945 mit insgesamt 50 Schnellbombern des Typs de Havilland DH.98 Mosquito und 304 schweren Langstreckenbombern vom Typ Avro Lancaster. Deren Flächenbombardement in der Nacht vom 10. zum 11. April war das schwerste, das Plauen erlebte. Die RAF warf insgesamt 1.227 Tonnen Bomben über Plauen ab.
Die RAF führte eine Liste mit 94 deutschen Städten, die sie als besonders geeignet für Flächenangriffe hielt. Den Städten waren „Fisch-Decknamen“ zugeordnet. Plauen hatte den Codenamen „Brisling“ (Sprotte).

### Die einzelnen Angriffe

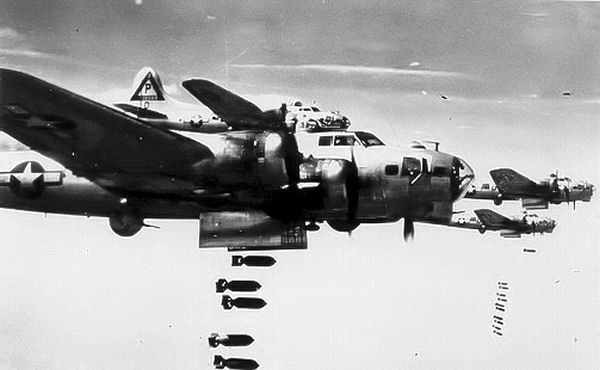
Amerikanische B-17 beim Bombenwurf

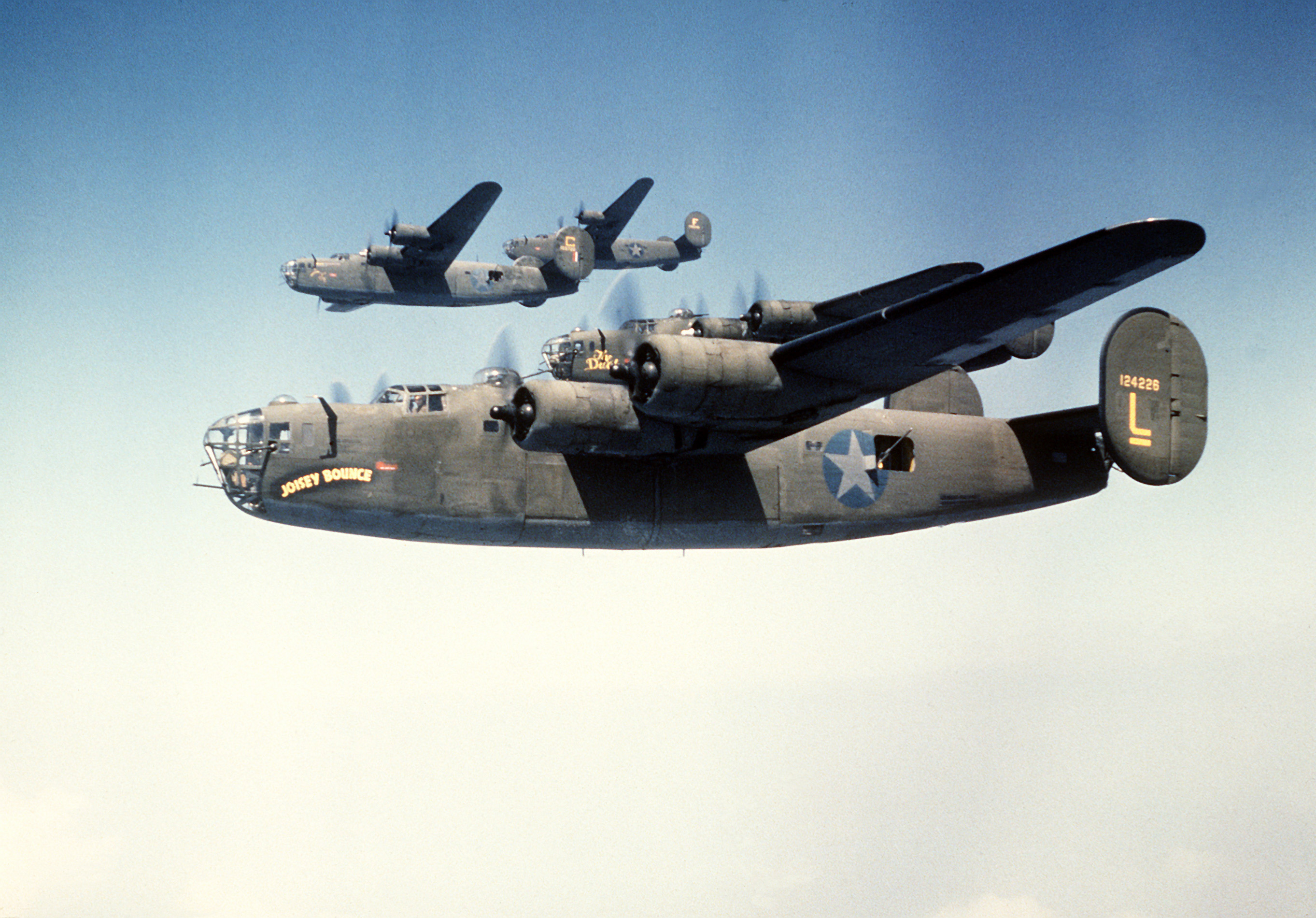
Amerikanische B-24 in Formation

Die 14 Angriffe werden besonders in Anlehnung an Gerd Naumann (2011) dargestellt.
- 12. September 1944: Von 12:50 bis 13:12 Uhr griff die 1st Air Division der 8th Air Force mit 30 B-17, begleitet von Jagdflugzeugen P-47 und P-51, Plauen als „Gelegenheitsziel“ an. Dabei wurden 82,5 Tonnen Sprengbomben geworfen. Gezielt wurde nach Pfadfinder-Methode visuell unter Einsatz des Norden-Zielgeräts. Die Schadensgebiete lagen in der Südvorstadt, Reinsdorf, der östlichen und nördlichen Bahnhofvorstadt (des Oberen Bahnhofs) und im Vomag-Gelände. Es gab 130 Tote. Das Ergebnis wurde im Report der 8th Air Force als „gering befriedigend“ eingestuft.
- 16. Januar 1945: Von 12:40 bis 12:53 Uhr griffen 36 B-17 der 3rd Air Division der 8th Air Force unter Einsatz des H2X-Bodenradars Plauen als „Sekundärziel“ an. Die Eskorte bestand aus Jagdflugzeugen vom Typ P-51. Dabei wurden 97,2 Tonnen Allzweck-(GP-)Sprengbomben und Stabbrandbomben geworfen. Schadensgebiete waren Oberer Bahnhof, Bärensteinviertel, südliches Haselbrunn und südöstliche Bahnhofsvorstadt, daneben die Friedhöfe 1 und 2. An Todesopfern mussten 132 gezählt werden.

Am 8. Februar 1945 erging ein Befehl der Stabschefs an die 8th Air Force und an das britische Bomber Command, dass Plauen eines der zehn Hauptziele für Angriffe gegen Militärtransporte und Flüchtlinge sei.
- 23. Februar 1945: Von 12:03 bis 12:10 Uhr wurde Plauen als Primärziel im Rahmen der Operation Clarion (Kriegstrompete) gegen Transporteinrichtungen in Deutschland angegriffen. 110 B-17 der 1st Air Division der 8th Air Force warfen 325 Tonnen GP-Sprengbomben ohne Bodensicht mit Hilfe des Bodenradars H2X ab. Die Schadensgebiete lagen besonders in der südöstlichen Bahnhofsvorstadt (Pauluskirchviertel) und im Syratalgebiet, aber auch im Westen der Innenstadt. 387 Tote mussten gezählt werden, 147 männlichen und 240 weiblichen Geschlechts.
- 3. März 1945: Von 12:03 bis 12:05 Uhr wurde die Stadt von elf B-17 Bombern der 1st Air Division der 8th Air Force als „Gelegenheitsziel“ angegriffen. Gezielt wurde visuell mit Hilfe des Bodenradars H2X und mit Norden-Zielgerät. 27,5 Tonnen GP-Sprengbomben wurden geworfen. Das Schadensgebiet war ein kleines Areal nordwestlich vom Oberen Bahnhof, das westliche Haselbrunn und ein Bahnstellwerk, daneben offenes Gelände. Es gab 21 Tote.
- 5. März 1945: Von 11:07 bis 11:41 Uhr griffen 24 B-17 Bomber mit P-51-Eskorte der 3rd Air Division der 8th Air Force Plauen als „Gelegenheitsziel“ an. 59 Tonnen GP-Sprengbomben und Brandbomben wurden geworfen, gezielt nach Pfadfinder-Methode und mit H2X-Bodenradar. Die Schadensgebiete waren die östliche Bahnhofsvorstadt, die Altstadt und der Krankenhaus-Bereich. 74 Tote wurden gezählt, darunter 51 weibliche.
- 17. März 1945: Von 12:03 bis 13:05 Uhr griffen 125 B-17 Plauen als „Gelegenheitsziel“ an, mit Eskorte von P-51 Jagdflugzeugen. Der Verband der 3rd Air Division der 8th Air Force warf unter Verwendung der Pfadfinder-Methode und von H2X-Bodenradar 350,9 Tonnen GP-Sprengbomben und Splitterbomben auf die Stadt. Die Schadensgebiete lagen weit verstreut: Innenstadt (Rathaus, Lutherkirche) und westlich davon, südwestlicher Stadtrand, Ostvorstadt bis Reusaer Wald, Reservelazarett „Erholung“, Wasserbehälter Tauschwitz, Flugplatz Syrau. Nicht getroffen wurde die vorgesehene Vomag-Panzerfabrik. 52 Todesopfer waren zu verzeichnen.
- 19. März 1945: Von 14:06 bis 14:39 Uhr erfolgte ein Angriff der 1st und 3rd Air Division der 8th Air Force auf Plauen als „Sekundärziel“. 436 B-17 mit Eskorte von P-51 warfen unter Verwendung von H2X-Bodenradar und Norden-Zielgeräten 1.103 Tonnen GP-Sprengbomben und Splitterbomben ab. Die umfangreichen Schadensgebiete lagen in der Innenstadt (die auch das Zielgebiet war), und im Süden der Stadt einschließlich Südvorstadt bis Taltitz. 394 Tote waren zu beklagen.
- 21. März 1945: Von 9:50 bis 10:05 Uhr wurde Plauen als Sekundärziel von 107 B-17 der 3rd Air Division der 8th Air Force angegriffen. Als Zielverfahren kamen Norden-Zielgeräte zum Einsatz. 312 Tonnen GP-Sprengbomben wurden abgeworfen. Schaden entstand im Vomag-Werk und im Vomag-Panzerwerk, in der Umgebung des Unteren Bahnhofs bis zur Südvorstadt, in der Ostvorstadt bis Reusaer Wald, im Krankenhaus-Gebiet und der Östlichen Vorstadt. 43 Tote wurden geborgen.
- 26. März 1945: Um 14:07 bis 14:14 sowie zwischen 14:28 und 15:00 Uhr wurde Plauen als „Sekundärziel“ unter visuellem Zielverfahren mit Norden-Zielgeräten von 281 B-17 und 98 P-51 der 1st und 3rd Air Division der 8th Air Force bei klarem „Bombenwetter“ angegriffen. 734 Tonnen GP-Bomben verschiedener Kaliber, Splitterbomben sowie Stab- und Flüssigkeits-Brandbomben wurden geworfen. Das Vomag-Panzerwerk wurde total zerstört, Vomag getroffen, auch andere Industrieanlagen in Elsternähe, die südliche Altstadt und die Südvorstadt. 45 Tote waren zu bergen.

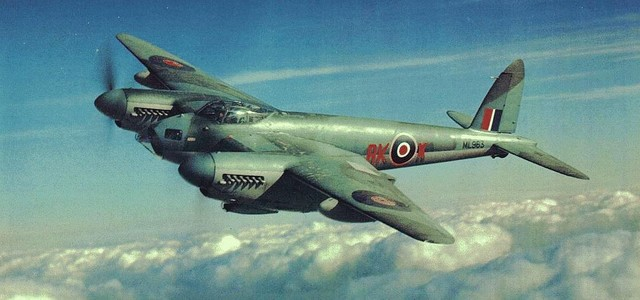
Britischer Schnellbomber Mosquito

- 3./4. April 1945: Nachts von 0:06 bis 0:24 Uhr griffen acht Mosquitos der No. 8 Group des RAF Bomber Command mit 7,1 Tonnen Sprengbomben (32 zu je 250 kg) unter Verwendung des Zielverfahrens OBOE die Innenstadt an. Es handelte sich um einen leitstrahlgeführten Störangriff, der wohl der Vorbereitung des Flächenbombardements am 10./11. April diente (ein „Experiment“). Es gab 5 Tote.
- 5. April 1945: Von 11:37 bis 11:47 Uhr war Plauen das Ziel eines Angriffs der 2nd Air Division der 8th Air Force mit 151 B-24, unter Anwendung von bordgestütztem H2X-Bodenradar bei schlechter Sicht. 384,4 Tonnen GP-Sprengbomben, Container-, Stab- und Flüssigkeits-Brandbomben wurden geworfen, unter extrem breiter Streuung der Abwürfe. Schadensgebiete waren die Altstadt, die übrige Innenstadt, die Ostvorstadt bis Reusa, die westliche Bahnhofvorstadt (Unterer Bahnhof) und das Syratal. 85 Tote wurden geborgen. Ein Teil dieser Bomber soll Bayreuth als Ziel gehabt, und sich durch Navigationsfehler verflogen haben.

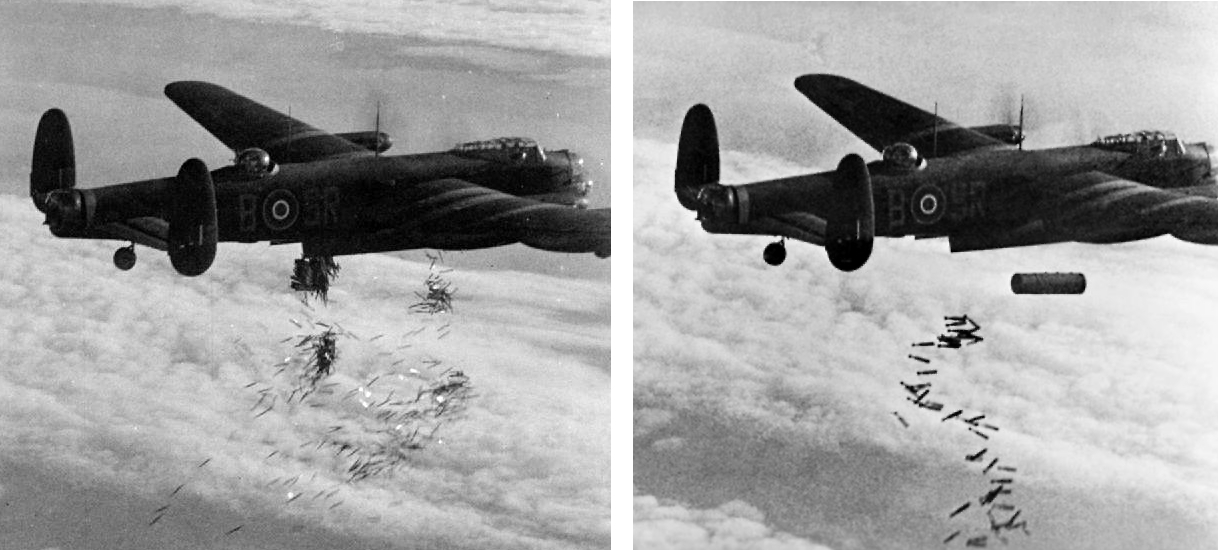
Britische Lancaster beim Wurf von Radartäuschmitteln und danach Bombenwurf (Luftmine und Brandbomben)

- 8. April 1945: Von 12:13 bis 12:26 Uhr griff die 3rd Air Division der 8th Air Force mit 86 B-17 und P-51 als Eskorte Plauen an. 258,3 Tonnen GP-Sprengbomben, Container-, Stab- und Flüssigkeits-Brandbomben wurden geworfen, unter Verwendung von H2X-Bodenradar und Norden-Zielgeräten. Die Schadensgebiete lagen in der Innenstadt, der Neundorfer Vorstadt, im Pauluskirchviertel und der westlichen Altstadt. 60 Tote, darunter 40 weiblichen Geschlechts, mussten geborgen werden.
- 9. April 1945: Von 22:23 bis 22:38 Uhr griffen 37 Mosquitos der No. 8 Bomber Group des RAF Bomber Command mit 51,1 Tonnen Minen- und Sprengbomben weit gestreut die Innenstadt von Plauen an. Die Schnellbomber setzten dabei das Zielleitverfahren OBOE ein. Der leitstrahlgeführte Störangriff diente der navigatorischen Vorbereitung des Flächenbombardements in der nächsten Nacht. Es waren 40 Tote zu verzeichnen.
- 10./11. April 1945: 304 schwere Langstreckenbomber vom Typ Avro Lancaster und sechs Mosquitos der No. 1 und No. 8 Bomber Group der RAF, assistiert von acht radarbestückten Handley Page Halifax, waren abends in Südostengland gestartet und sahen dann bei sternenklarer Nacht ihr Zielgebiet Plauen mit der Weißen Elster und dem bebauten Stadtbereich unter sich liegen. Das Leitverfahren OBOE führte die Pfadfinder und den Masterbomber sicher ins Zielgebiet. Das zu bombardierende Areal wurde durch zahlreiche Illuminationssätze an Fallschirmen und 756 grün leuchtende „Christbäume“ präzise abgesteckt. Die Bomber warfen von 23:02 bis 23:24 Uhr 1.167,7 Tonnen Minenbomben (Blockbuster, „Wohnblockknacker“), Spreng- und Brandbomben in das Zielgebiet. Im Einzelnen handelte es sich um 248 Stück 4.000 lb-HC-Minenbomben, 261 Stück 1.000 lb-Sprengbomben und 2.500 Stück 500-lb-Sprengbomben, dazu 87 Container mit Brandmitteln, 756 Flares (Christbäume) und 12 Leuchtbomben. Es entstanden schwere Explosionen und gewaltige Flächenbrände, Rauchentwicklung bis vier Kilometer Höhe. Noch aus 100 Meilen Entfernung konnten die Bomberbesatzungen auf dem Rückflug das Rot der Brände erkennen. Noch tagelang lag Rauch und Staub auf der gesamten Ruinenstadt. Flächenhafte Verwüstungen und Großbrände waren nahezu überall entstanden, besonders aber im Bärensteingebiet, der westlichen und östlichen Bahnhofvorstadt (Pauluskirchviertel), in Haselbrunn, im Innenstadtbereich, der Neundorfer Vorstadt, der Hammervorstadt und der Ostvorstadt bis Reusa. Allein über 890 gemeldete Einwohner von Plauen starben bei diesem Vernichtungsangriff der RAF, durch Flüchtlinge und andere Personen also mehr. Es handelte sich um „… eine Nachtoperation gegen Plauen mit der Absicht, die Stadt aus der Landkarte zu löschen.“[7] Allein bei diesem Angriff „… wurden 365 acres (164 Hektar), entsprechend 51 % des Stadtgebiets zerstört.“[8]

Am 16. April 1945 marschierten US-Truppen in Plauen ein.

## Bombenlast
4.925 Tonnen Bombenlast wurden (nach Naumann 2011) auf Plauen geworfen. Früher hatte Naumann 5.740 Tonnen angegeben. Die Differenz erklärt sich aus der zwischenzeitlich (2009) möglichen Einsicht in das War Diary des britischen Bomber Command. Groehler (1990) hatte 4.844 Tonnen Bombenlast genannt. Es kam das ganze verfügbare Arsenal an Bombentypen, GP-Allzweck-Sprengbomben, Splitterbomben, Minenbomben (Blockbuster), Brandbomben, Phosphor-Brandbomben, Container mit verschiedenen Brandmitteln und differenzierte Bombencocktails zum Einsatz. Je Quadratkilometer erhielt Plauen mit 159 Tonnen im Vergleich der sächsischen Großstädte die höchste Bombenlast.
12.600 Bombentrichter waren zu beseitigen. Alleine in der Zeit von Juli 1945 bis August 1946 wurden in Plauen-Stadt und -Land 523 Spreng-, Splitter- und Minen-Bomben sowie 360 Brandbomben als Blindgänger unschädlich gemacht: insgesamt in diesen 14 Monaten 70 Tonnen Bombenlast.

## Verluste an Gebäuden
Etwa 75 % der Gebäudesubstanz von Plauen wurden zerstört. 6.500 Wohngebäude waren zerstört oder beschädigt (77 %), nur 1.925 blieben unbeschädigt. Der Zerstörungsgrad in der Oberen Bahnhofvorstadt war 99 %, im Stadtkern 40 %. Bei acht der 14 Angriffe war das Stadtgebiet das Ziel der Einsätze gewesen. Ein Teil der erhaltenen Gebäude wurde dann noch von den Besatzungsmächten beansprucht. Die Einwohnerzahl von Plauen sank von 111.000 im Jahre 1942 auf 77.700 im Juli 1945. Die Bevölkerung hauste zusammengepfercht, zum Teil in Häusern ohne Dach, in feuchten Kellern und Scheunen.
Die Panzerschmiede Vomag als Ziel wurde erst ab 17. März 1945 mehrmals schwer angegriffen, am 26. März musste das Panzerwerk wegen der Zerstörungen seine Produktion einstellen. Insgesamt wurden unter Abwurf von 1.545 Tonnen Bomben durch die USAAF 50 % der Gebäudesubstanz und 20 % der Maschinen der Vomag zerstört. Ein Teil der Produktion war ausgelagert worden.
Der Flugplatz Plauen-Kauschwitz erhielt am 17. März 1945 einige Bombentreffer, am 14. April wurde er von Jagdbombern attackiert. Beide Angriffe blieben ohne Gebäudeschäden.

## Verluste und Schäden an Kulturbauten

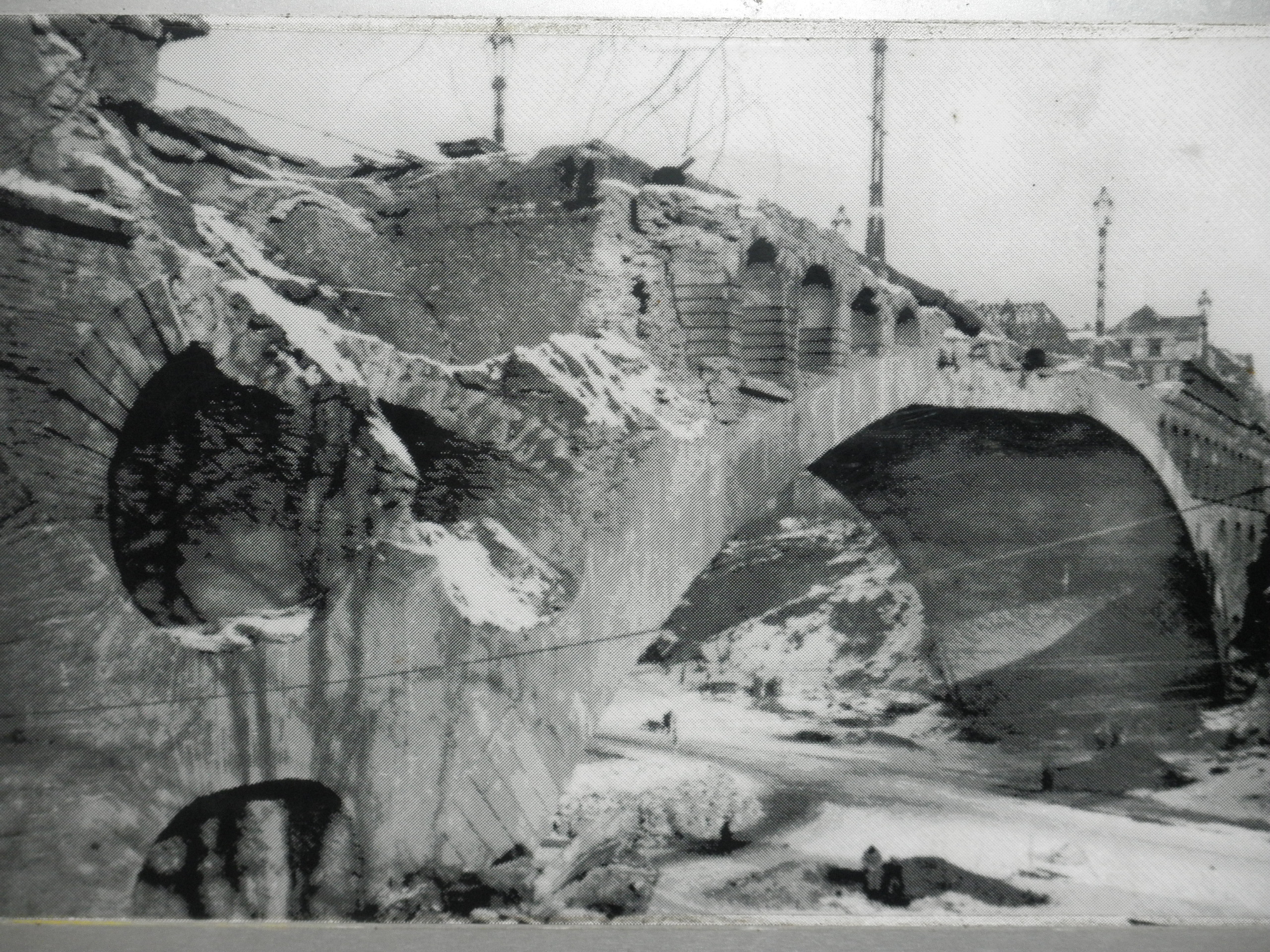
Syratalviadukt Plauen 1945

Dieser Abschnitt stützt sich im Wesentlichen auf das Standardwerk: Schicksale deutscher Baudenkmale im Zweiten Weltkrieg.
- Johanniskirche: Am 10. April 1945 wurden durch Bomben Dach und Südturm zerstört. Weitere Schäden entstanden am Mauerwerk, vor allem am Gewölbe und an der Ausstattung. Wiederaufbau 1951 bis 1963.
- Lutherkirche: Bei den Luftangriffen wurde besonders das Dach beschädigt. Der Altar war aus Schutzgründen ausgelagert und so erhalten worden. Wiederaufbau unmittelbar nach dem Krieg.
- Konventsgebäude des Deutschen Ordens: es wurde 1945 bis auf einige Umfassungsmauern zerstört.
- Kantorei und Kirchnerei: 1945 bis auf die Umfassungsmauern zerstört, Ruine abgetragen. Erhalten nur die Pforte und einige anschließende Stadtmauerteile.
- Hospital St. Elisabeth: 1945 bis auf die Umfassungsmauern zerstört. Ruine 1949 abgetragen.
- Schloss der Vögte: am 10. April 1945 bis auf die Umfassungsmauern zerstört. 1954/55 Roter Turm wieder mit einem veränderten Dachabschluss aufgebaut.
- Dobenau-Gut: 1945 zerstört.
- Nonnenturm: 1945 stark beschädigt. In den 1950er Jahren restauriert. Die Bastion wurde 1962 abgetragen.
- Altes Rathaus: 1945 durch Bomben Dach schwer beschädigt und das Mauerwerk teilweise aufgerissen.
- Neues Rathaus: 1945 schwer beschädigt
- Kreisschulhaus (Schulberg 4): 1945 bis auf Umfassungsmauern zerstört. 1953 Ruinen abgebrochen.
- Bürgerschule (Syrastraße): 1945 schwer beschädigt. 1948 aus Verkehrsgründen abgetragen.
- Weisbachsches Haus (Bleichstraße): 1945 durch Bomben mittelstark beschädigt.
- Wohnhaus Kirchplatz 8: 1945 zerstört, später Ruine abgetragen und Keller verfüllt.
- Wohn- und Geschäftshaus Nobelstraße 9–13: beschädigt bis zerstört.
- Wohnhaus Straßberger Straße 13 (Ecke Teichgasse): 1945 beschädigt, wiederhergestellt.
- Alte Elsterbrücke: Südseite durch einen Bombentreffer schwer beschädigt. Eine Tafel an der Brücke aus dem Jahr 2001 informiert: „Im Frühjahr 1945 durch Kriegseinwirkung stark beschädigt“.
- Syratalviadukt: durch Bombentreffer schwer beschädigt

## Todesopfer

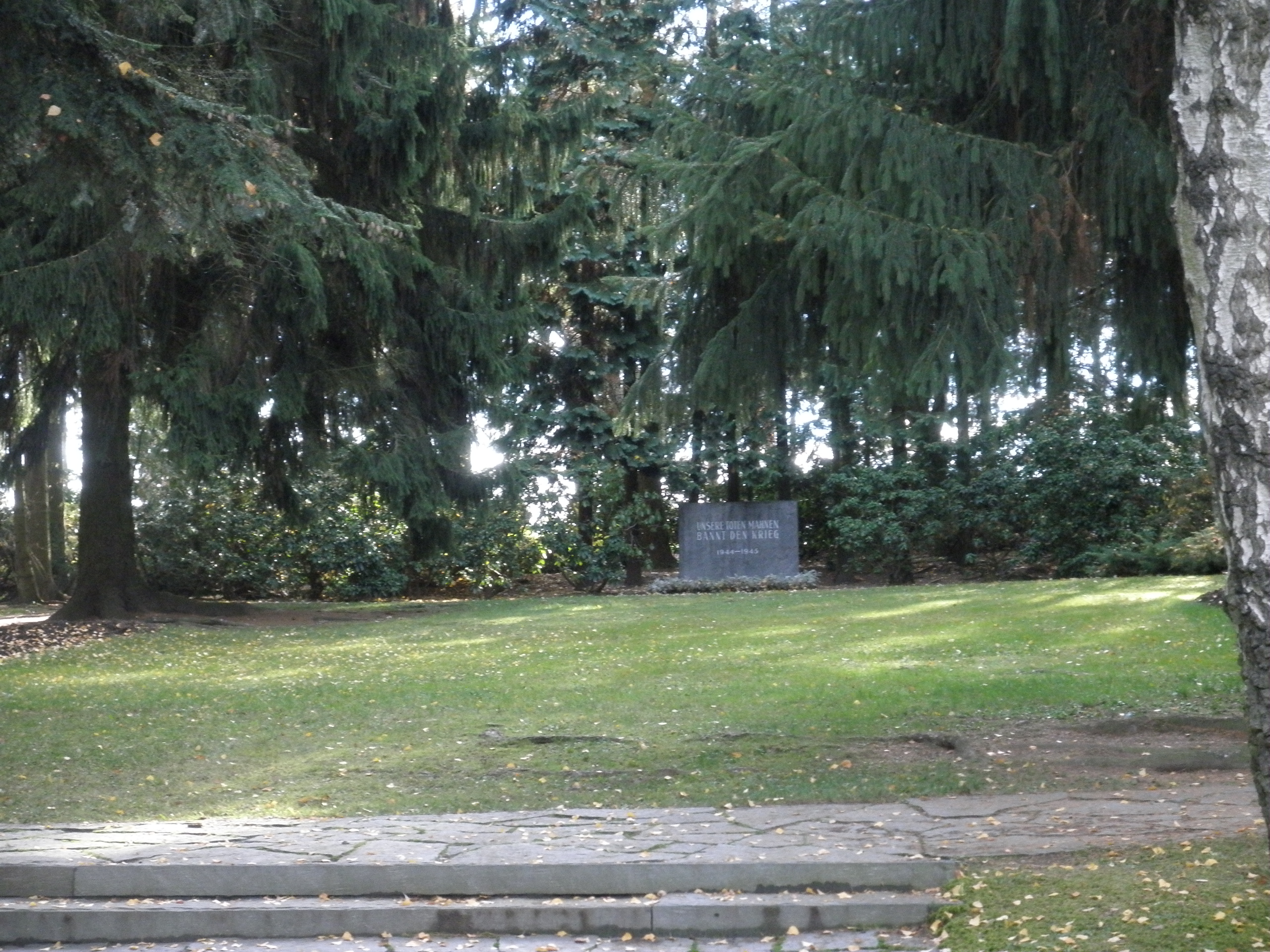
Gräberfeld für die Bombenopfer der Luftangriffe auf dem Hauptfriedhof Plauen

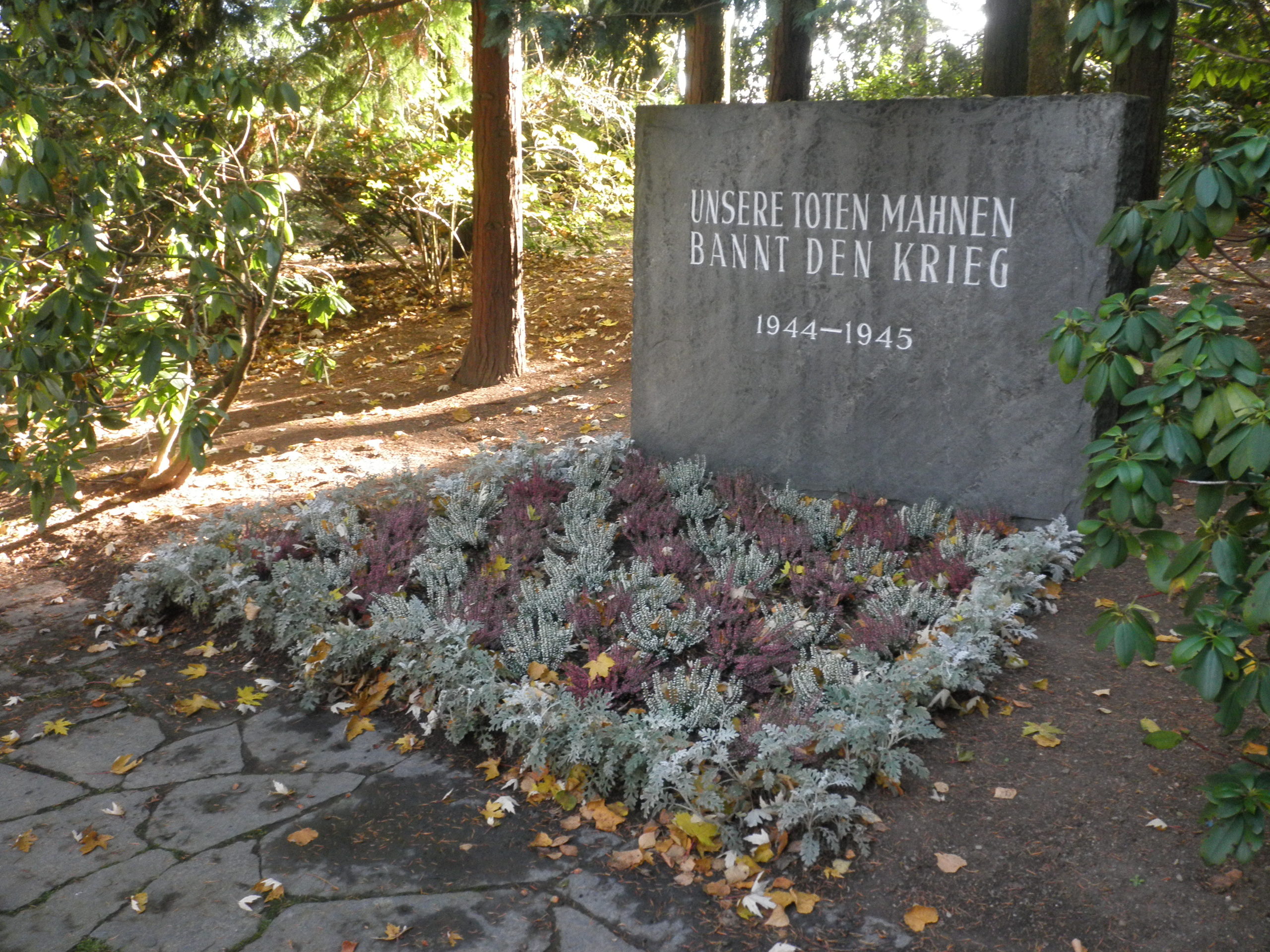
Denkmal für die Bombenopfer der Luftangriffe auf dem Hauptfriedhof Plauen

Insgesamt über 2.358 Todesopfer mussten festgestellt werden. Die tatsächliche Zahl liegt jedoch höher, da nach dem besonders schweren britischen Nachtangriff am 10./11. April 1945 nur die gemeldeten Einwohner von Plauen registriert wurden. 1.284 Todesopfer waren weiblichen Geschlechts, das entspricht 54 %. Wie viele Kinder betroffen waren, ist nicht bekannt. Ein Teil der Kinder und Jugendlichen war über die Kinderlandverschickung oder familiäre Initiativen evakuiert worden.

## Entschuldigung von Frank Clark
1987 entschuldigte sich der Amerikaner Frank Clark in einem Brief an den damaligen Plauener Oberbürgermeister dafür, dass er am 26. März 1945 als Bordschütze einer „Flying Fortress“ an der Bombardierung der Stadt teilgenommen habe. Er war auch am 19. März 1945 über Plauen und an insgesamt 35 Bombenangriffen auf deutsche Städte beteiligt gewesen.

## Grab- und Gedenkstätte
Auf dem Hauptfriedhof Plauen Reusa liegt nördlich vom Krematorium am Hang eine „Grab- und Gedenkstätte für die Bombenopfer der Luftangriffe 1944–1945“ (Bezeichnung so auf dem Lageplan des Friedhofs). Man findet dort eine Rasenfläche ohne Grabsteine und ein Denkmal mit der Inschrift „Unsere Toten mahnen. 1944–1945. Bannt den Krieg“. Der unkundige Friedhofbesucher kann vor Ort nicht erkennen, dass es sich um ein Gräberfeld für die Plauener Bombenopfer handelt.

## Dokumentarfilm
- „Codename Brisling“, MPC-Filmproduktion Plauen 2009
- „Codename Brisling 2“, MPC-Filmproduktion Plauen 2016